# Скайлер (Нью-Йорк)
Скайлер (англ. Schuyler) — місто (англ. town) в США, в окрузі Геркаймер штату Нью-Йорк. Населення — 3296 осіб (2020).

## Демографія
Згідно з переписом 2010 року, у місті мешкало 3420 осіб у 1469 домогосподарствах у складі 903 родин. Було 1590 помешкань
Расовий склад населення:
| - 97,8 % — білих - 0,6 % — азіатів - 0,4 % — чорних або афроамериканців - 0,2 % — корінних американців |

До двох чи більше рас належало 0,8 %. Частка іспаномовних становила 1,4 % від усіх жителів.
За віковим діапазоном населення розподілялося таким чином: 19,9 % — особи молодші 18 років, 61,0 % — особи у віці 18—64 років, 19,1 % — особи у віці 65 років та старші. Медіана віку мешканця становила 45,6 року. На 100 осіб жіночої статі у місті припадало 94,6 чоловіків;  на 100 жінок у віці від 18 років та старших — 96,3 чоловіків також старших 18 років.
Середній дохід на одне домашнє господарство  становив 61 856 доларів США (медіана — 51 025), а середній дохід на одну сім'ю — 71 201 долар (медіана — 61 167). Медіана доходів становила 54 020 доларів для чоловіків та 24 353 долари для жінок. За межею бідності перебувало 7,0 % осіб, у тому числі 5,8 % дітей у віці до 18 років та 6,2 % осіб у віці 65 років та старших.
Цивільне працевлаштоване населення становило 1665 осіб. Основні галузі зайнятості: освіта, охорона здоров'я та соціальна допомога — 30,3 %, мистецтво, розваги та відпочинок — 12,8 %, виробництво — 9,7 %, транспорт — 9,4 %.